# Ópera Aberta: Os Pescadores de Pérolas
Ópera Aberta: Os Pescadores de Pérolas é um documentário brasileiro de 2018 dirigido por Carlos Nader e Fernando Meirelles baseado na famosa peça Os Pescadores de Pérolas. O filme, gravado no Theatro da Paz em Belém, foi exibido pela HBO Brasil e indicado para o prêmio Emmy Internacional, na categoria Melhor Programa de Arte.